# Sainte-Eulalie-de-Cernon
Sainte-Eulalie-de-Cernon là một xã ở tỉnh Aveyron, thuộc vùng Occitanie ở miền nam nước Pháp.